# Lysimachia millietii
Lysimachia millietii là một loài thực vật có hoa trong họ Anh thảo. Loài này được (H. Lév.) Hand.-Mazz. mô tả khoa học đầu tiên năm 1936.